# Тітоїзм
Тітоїзм — ліва ідеологія, названа на честь лідера Югославії Йосипа Броза Тіто. Тітоїзм виник у результаті розбіжностей між Тіто і Сталіним щодо методів розбудови комунізму. Розкол виразився у протидії Сталіна створенню Балканської федерації, ініційованої Тіто, з метою вийти з зони впливу СРСР. Термін початково використовувався в негативному сенсі політичними противниками Тіто, перш за все просталінськими комуністами, яких у СФРЮ переслідували.

## Особливості
Суть тітоїзму, яка власне й відрізняла його від інших спроб втілення соціалізму у XX столітті, полягає в ідеї, що кожна країна має сама вирішувати, як будувати соціалізм, а не діяти за вказівками з Москви. Заснована на цьому принципі зовнішня політика Югославії привела державу в лідери Руху Неприєднання, але не дозволила повноцінно увійти в РЕВ (СФРЮ брала участь у роботі організації як асоційований член).
Другою важливою рисою тітоїзму стала доктрина самоврядного соціалізму, розроблена Едвардом Карделем, яка передбачала самоврядування робітничих колективів. Теорія колективної праці виголошує, що рішення про долю прибутку підприємства має прийматися самими робітниками. За це радянські ідеологи звинувачували Тіто в троцькізмі та корпоративізмі. Крім того, між підприємствами зберігалася конкуренція, що дозволяло розглядати економіку Югославії як «ринковий соціалізм», який сильно відрізнявся від радянської адміністративно-командної системи.
Третя особливість тітоїзму — це відмова від ідеї встановлення комунізму революційним шляхом, натомість визнавався мирний поступовий перехід через соціал-демократичні ідеї симбіозу ринкової та планової економіки, збереження приватної власності та заміною класової боротьби на соціальне партнерство. Це забезпечило країні кращі (хоча й не теплі) відносини з західним світом проти інших держав ОВД і РЕВ, що позитивно відбилося на рівні життя громадян.

## Історія
У 40-50-х роках, після розгрому нацистської Німеччини та визволення Югославії, встановлення народної влади, поміркованішу ліберальну форму соціалізму розвиває лідер югославських комуністів Йосип Броз Тіто. Відмовившись від сліпого копіювання радянської теорії побудови соціалізму, югославські комуністи здійснювали концепцію, засновану на децентралізації управління, дебюрократизації та введенні робітничого самоврядування. Хоча промислові підприємства: заводи й фабрики — функціонували на ринкових принципах, це не вважалося поверненням до капіталізму, тому що підприємства знаходились у власності трудових колективів (але, разом із тим, не держави, як у СРСР, — звідси корінь розбіжностей із радянською моделлю соціалізму). Альтернативний шлях до соціалізму робив політичну систему в Югославії демократичнішою, аніж в інших країнах.